# Driver Friendly
Driver Friendly es una banda de rock estadounidense de Austin, Texas. Driver Friendly ha hecho giras con bandas como Motion City Soundtrack, Cartel, Relient K, Hellogoodbye, Night Riots, Hit The Lights, TEAM*, y ha estado en el Warped Tour.

## Historia

### Primeros años y primeros lanzamientos (2002–2011)
Driver Friendly se formó en 2002 mientras los miembros asistían al Instituto de Bosques (Houston). La banda auto-lanzo Live CD from the Engine Room el 30 de noviembre de 2002, y Demolicious EP el 16 de marzo de 2003. La banda firmó con Enjoy Records 31 de enero de 2004, y lanzó su álbum debut, Fly Away, el 5 de marzo de 2004.  En 2004 la banda se reubicó a Austin, Texas donde ellos auto-lanzaron dos álbumes (Chase the White Whale y Bury A Dream). Not Home Yet EP  fue lanzado el 7 de marzo de 2006. Montclaire Sesiones EP fue lanzado enl 16 de enero de 2007.

### Años en Hopeless(2012–presentes)
En 2012 la banda lanzó un vídeo de música para la canción "Messidona" la cual fue tributo a favorito Tom Hanks . El vídeo de música generó bastante controversia para provocar un tuit de Tom.  El acto de habiendo su vídeo de música tweeted por Tom Hanks estuvo dicho para ser "El honor más grande en la historia de todo." En octubre de 2012, la banda anunció que habían sido firmados a Registros Desesperados. "Los fantasmas" se lanzó como sencillo el 16 de octubre de 2012. "Cueva de tiburón" estuvo lanzada como sencillo el 15 de enero de 2013. "Estar Tan Alto" se lanzó como sencillo el 19 de mayo de 2014. "Todo el oro" estuvo liberado como solo en junio 6. Unimagined Los puentes era disponibles para streaming en julio 8, y estuvo liberado por Desesperado en julio 15. El álbum charted en los EE. UU. en número 33 en la Billboard Heatseekers gráfico.

## Discografía
Álbumes
- Fly Away (2004) (I Enjoy)
- Chase the White Whale (2008) (self-released)
- Bury a Dream (2012) (self-released)
- Unimagined Bridges (2014) (Hopeless)

EPs
- Live CD from the Engine Room (2002) (self-released)
- Demolicious (2003) (self-released)
- Not Home Yet (2006) (self-released)
- Montclaire Sessions (2007) (self-released)
- Peaks + Valleys (2013) (Hopeless)[20]

## Vídeos de música
- "Two Words, Mr. President: Plausible Deniability" (2008)
- "Temple of Doom" (2008)
- "Messidona" (2012)
- "Ghosts" (2012)
- "Lost Boys" (live) (2013)
- "Run" (2013)
- "Run" (live) (2013)
- "Stand So Tall" (2014)
- "Everything Gold" (2014)
- "Deconstruct You" (2014)

## Miembros de banda
Miembros actuales
- Jeremi Mattern – batería
- Andy Lane – vocalista, guitarra
- Tyler Welsh – vocalista, teclados
- Juan López – trompeta, respaldando vocalista
- Chris Walker – bajos, guitarra, teclados, respaldando vocals